# カラコルムの山々
カラコルムの山々（カラコルムのやまやま）は、日本の4人組キネマポップバンド。東京・渋谷や下北沢を拠点に活動している。

## 経歴
2021年夏に、ZAZEN BOYSのコピーバンドとして活動していた石田想太朗、小川諒太、ぐらの3人に木村優太が加入する形で結成。
石田想太朗は高校時代に「Shibuya Session」というプロジェクトを主導。学年全体を巻き込んだ音楽制作を行った経験がバンド活動の原点となる。
2023年、FUJI ROCK FESTIVALのROOKIE A GO-GOステージや出れんの!?サマソニ!?を通じてSUMMER SONICに出演。
2024年9月4日、自主企画『トーキョーミッドサマー』 に向井秀徳を招き、競演を果たす。
2025年4月26日、下北沢BASEMENTBARにて初のワンマンライブを開催。

## メンバー
- 石田想太朗（ボーカル・ギター）
- 小川諒太　（キーボード）
- ぐら（ドラム）
- 木村優太（ベース）

## ディスコグラフィー

### EP
|     | 発売日        | タイトル               | 収録曲 | 備考 |
| --- | ------------- | ---------------------- | --- | ---- |
| 1st | 2021年12月4日 | からり                 | 1. 大仏ビーム 2. 踊る 3. 東京自転車 4. よしなしごと 5. 永住崖 6. からり                                                                |      |
| 2nd | 2023年7月26日 | 出土の都市             | 1. 電盗団 2. ハツラツ 3. 大仏ビーム（第二波） 4. 猫象 5. 東京自転車（二号機） 6. 惑星数珠つなぎ                                        |      |
| 3rd | 2024年8月14日 | 週刊奇抜               | 1. いっぱいひと 2. 週刊奇抜 3. コラム・超現実館[生田編] 4. スクープ！AIたちの社員食堂に潜入 5. The Beginning of City                   |      |
| 4th | 2025年3月26日 | ブランコ・スカイライン | 1. 踊り場劇場 2. 合奏(2025.1.27) 3. ブランコ・スカイライン 4. きわどいカップル 5. さわがしい教室 6. パリのアメリカ人を聞いた僕のある夜 |      |